# Жалмухамедова, Жамал
Жамал Жалмухамедова (каз. Жамал Жалмұхамедова; 1917 год, Айыртауский район, Северо-Казахстанская область, СССР — 29 сентября 2001, Алма-Ата, Казахстан) — советская и казахская актриса

, заслуженная артистка Казахской ССР (1976).

## Биография
Родилась в 1917 году в ныне Айыртауском районе Акмолинской области.
В 1938 году окончила Казахскую студию Московского института театрального искусства.
С 1938 по 1992 годы — актриса высшей категории Казахского государственного академического театра драмы имени Мухтара Ауэзова.

### Роли в театре
В 1940 году талантливая актриса, впервые создавшая образ Баян в спектакле Габита Мусрепова «Козы Корпеш-Баян Сулу».
Из казахской и мировой классики и современной драматургии:
- «Аккайын», авт. М. Ауэзов — Ажар.
- «Абай», авт. М. Ауэзов — Зейнеп.
- «Енлик — Кебек», авт. М. Ауэзов — Енлик.
- «Кобыланды», авт. М. Ауэзов — Коклан.
- «Васса Железнова», авт. Максим Горький — Науылыталья.
- «Памела Жиро», авт. Бальзак, Оноре де — Памела и др.

### Роли в кино
Сыграла эпизодические роли в фильмах киностудии «Казахфильм»: «Там, где горы белые...» (1973), «Однажды и на всю жизнь» (1977), «До свидания, Медео» (1981), «Солёная река детства» (1982).

## Награды
Указом Президиума Верховного Совета Казахской ССР от 1976 года награждена почётным званием «Заслуженная артистка Казахской ССР» за заслуги в советском и казахском Национальном театральном искусстве.
Награждена медалью «Ветеран труда» и почётной грамотой Верховного Совета Казахской ССР и др.